# 谢拉·德维·奥莉亚
谢拉·德维·奥莉亚（1994年7月4日—），印尼女子羽毛球運動員。

## 簡歷
2011年11月，谢拉·德维·奥莉亚代表印尼参加臺灣桃園舉行的世界青年羽毛球錦標賽，與英吉娅·西塔·阿凡达合作贏得女子雙打亞軍。
2012年10月，谢拉·德维·奥莉亚代表印尼参加日本千葉縣舉行的世界青年羽毛球錦標賽，與青年期的阿尔弗兰·埃科·普拉塞特亚赢得混合双打亞軍。同年12月，她与英吉娅·西塔·阿凡达出战印度羽毛球國際挑戰賽，在女双準决赛以1比2（15-21、21-13、19-21）不敌赛会2号种子、印度强档的阿帕娜·巴兰/斯基·雷迪。
2013年7月，谢拉·德维·奥莉亚与英吉娅·西塔·阿凡达出战印尼羽毛球國際挑戰賽，在女双决赛以0比2（12-21、18-21）不敌赛会4号种子、队友的马雷塔·德亚·乔瓦尼/梅尔维拉·奥克拉莫纳，赢得亚军。
2014年4月，谢拉·德维·奥莉亚与哈菲兹·费萨尔出战印尼羽毛球國際系列賽，在混双决赛以1比2（21-23、21-18、14-21）不敌赛会3号种子、队友的卢基·阿普里·努格洛侯/玛西塔·穆罕默丁，赢得亚军。同年11月，她与哈菲兹·费萨尔出战馬來西亞羽毛球國際挑戰賽，在混双决赛以2比1（19-21、21-19、21-18）击败了新加坡强档的许永凯/陈薇涵，夺得其首个國際挑戰賽双打冠军。
2015年3月，谢拉·德维·奥莉亚与阿尔弗兰·埃科·普拉塞特亚出战越南羽毛球國際挑戰賽，在混双準决赛以0比2（12-21、18-21）不敌赛会4号种子、队友的弗兰·库尔尼亚万·邓/科马拉·戴维。同年8月，她与哈菲兹·费萨尔出战新加坡羽毛球國際系列賽，在混双决赛以2比0（21-14、21-17）击败了赛会5号种子、泰国强档的提恩·伊斯里亚内特/沙威丽·阿米达拜，夺得其首个國際系列賽双打冠军。同年9月，他与哈菲兹·费萨尔出战越南羽毛球國際系列賽，在混双準决赛以1比2（21-18、20-22、18-21）不敌赛会3号种子、马来西亚的陈健铭/白燕薇。同年11月，她与哈菲兹·费萨尔出战馬來西亞羽毛球國際挑戰賽，在混双决赛以0比2（13-21、6-21）不敌赛会5号种子、泰国强档的博丁·伊沙拉/沙威丽·阿米达拜，未能卫冕收获亚军。同年12月，她与哈菲兹·费萨尔出战印尼羽毛球大師賽，在混双準决赛以0比2（14-21、16-21）不敌赛会3号种子、队友的普拉文·乔丹/戴比·苏珊托。
2016年7月，谢拉·德维·奥莉亚与哈菲兹·费萨尔出战越南羽毛球大獎賽，在混双準决赛以0比2（21-23、19-21）不敌赛会3号种子、马来西亚强档的陈健铭/賴沛君。同年9月，她与哈菲兹·费萨尔出战印尼羽毛球大師賽，在混双準决赛以0比2（20-22、16-21）不敌赛会2号种子、队友的罗纳德·亚历山大/梅拉蒂·达伊瓦·奥克塔维亚尼。
2017年8月，谢拉·德维·奥莉亚代表印尼参加马来西亚吉隆坡举办的東南亞運動會羽毛球比賽，跟随队友们赢得东运会女子團體季军。
2018年4月，谢拉·德维·奥莉亚分别与皮婭·澤巴迪婭·貝爾納德特以及阿姆里·萨纳维出战印尼羽毛球國際系列賽，在女双决赛以2比0（21-17、21-12）击败了马来西亚的林秋仙/陳雪柔，赢得冠军；而混双决赛以2比0（21-17、21-16）击败了队友的伊爾凡·法蒂拉赫/皮婭·澤巴迪婭·貝爾納德特，同时赢得两项双打冠军。

## 主要比賽成績
只列出曾進入準決賽的國際賽事成績：
| 年份   | 賽事                     | 公開賽級別 | 項目     | 拍檔                     | 成績   |
| ------ | ------------------------ | ---------- | -------- | ------------------------ | ------ |
| 2011年 | 世界青年羽毛球錦標賽     | 其他       | 女子雙打 | 英吉娅·西塔·阿凡达       | 亞軍   |
| 2012年 | 世界青年羽毛球錦標賽     | 其他       | 混合雙打 | 阿尔弗兰·埃科·普拉塞特亚 | 亞軍   |
| 2012年 | 印度羽毛球國際挑戰賽     | 國際挑戰賽 | 女子雙打 | 英吉娅·西塔·阿凡达       | 準決賽 |
| 2013年 | 印尼羽毛球國際挑戰賽     | 國際挑戰賽 | 女子雙打 | 英吉娅·西塔·阿凡达       | 亞軍   |
| 2014年 | 印尼羽毛球國際系列賽     | 國際系列賽 | 混合雙打 | 哈菲兹·费萨尔            | 亞軍   |
| 2014年 | 馬來西亞羽毛球國際挑戰賽 | 國際挑戰賽 | 混合雙打 | 哈菲兹·费萨尔            | 冠軍   |
| 2015年 | 越南羽毛球國際挑戰賽     | 國際挑戰賽 | 混合雙打 | 阿尔弗兰·埃科·普拉塞特亚 | 準決賽 |
| 2015年 | 大阪羽毛球國際挑戰賽     | 國際挑戰賽 | 混合雙打 | 阿尔弗兰·埃科·普拉塞特亚 | 準決賽 |
| 2015年 | 新加坡羽毛球國際系列賽   | 國際系列賽 | 混合雙打 | 哈菲兹·费萨尔            | 冠軍   |
| 2015年 | 越南羽毛球國際系列賽     | 國際系列賽 | 混合雙打 | 哈菲兹·费萨尔            | 準決賽 |
| 2015年 | 馬來西亞羽毛球國際挑戰賽 | 國際挑戰賽 | 混合雙打 | 哈菲兹·费萨尔            | 亞軍   |
| 2015年 | 印尼羽毛球大師賽         | 黃金大獎賽 | 混合雙打 | 哈菲兹·费萨尔            | 準決賽 |
| 2016年 | 中華台北羽毛球黃金大獎賽 | 黃金大獎賽 | 混合雙打 | 哈菲兹·费萨尔            | 準決賽 |
| 2016年 | 越南羽毛球大獎賽         | 大獎賽     | 混合雙打 | 哈菲兹·费萨尔            | 準決賽 |
| 2016年 | 印尼羽毛球大師賽         | 黃金大獎賽 | 混合雙打 | 哈菲兹·费萨尔            | 準決賽 |
| 2017年 | 中國羽毛球大師賽         | 黃金大獎賽 | 混合雙打 | 哈菲兹·费萨尔            | 準決賽 |
| 2017年 | 東南亞運動會羽毛球比賽   | 其他       | 女子團體 | －                       | 銅牌   |
| 2018年 | 印尼羽毛球國際系列賽     | 國際系列賽 | 女子雙打 | 皮婭·澤巴迪婭·貝爾納德特 | 冠軍   |
| 2018年 | 印尼羽毛球國際系列賽     | 國際系列賽 | 混合雙打 | 阿姆里·萨纳维            | 冠軍   |
| 2018年 | 印尼羽毛球國際挑戰賽     | 國際挑戰賽 | 混合雙打 | 阿德南·毛拉纳            | 亞軍   |

| 2007-2017年 | 首要超級賽 | 超級賽 | 黃金大獎賽 | 大獎賽 | 國際挑戰賽 | 國際系列賽 | 未來系列賽 | 其他 |

| 2018-2026年 | 總決賽 | 超級1000賽 | 超級750賽 | 超級500賽 | 超級300賽 | 超級100賽 | 國際挑戰賽 | 國際系列賽 | 未來系列賽 | 其他 |